# Inoki
Inoki, znany również jako Inoki Ness, właściwie Fabiano Ballarin (ur. 2 października 1979 w Rzymie) – włoski raper i producent muzyczny, jeden z najbardziej rozpoznawanych raperów we Włoszech oraz członek formacji Porzione Massiccia Crew.

## Dyskografia
Albumy solowe
- 5º Dan (2001)
- Fabiano detto Inoki (2005)
- Nobiltà di strada (2007)
- L'antidoto (2014)
- Medioego (2021)

Mixtape'y
- The Newkingztape Vol. 1 (2006)
- Street Kingz Vol. 1 (2008)
- Street Kingz Vol. 2 (2008)
- Pugni in faccia (z Mad Dopa) (2010)
- Flusso di coscienza (2011)
- Basso profilo - The Mixtape (2016)